# کی ایکدا
کی ایکدا (ژاپنی: 池田 圭؛ زادهٔ ۲۰ اکتبر ۱۹۸۶) یک بازیکن فوتبال اهل ژاپن است.
از باشگاه‌هایی که در آن بازی کرده‌است می‌توان به باشگاه فوتبال ساگان توسو اشاره کرد.